# 天地丸

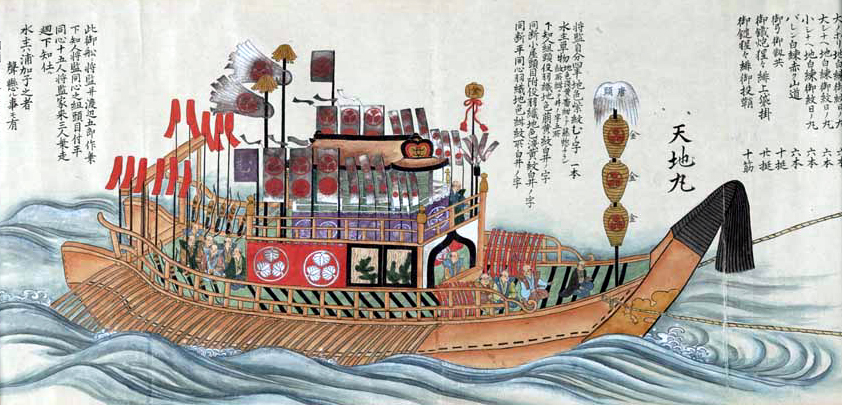
『将軍乗船図』に描かれた天地丸（東京国立博物館蔵）

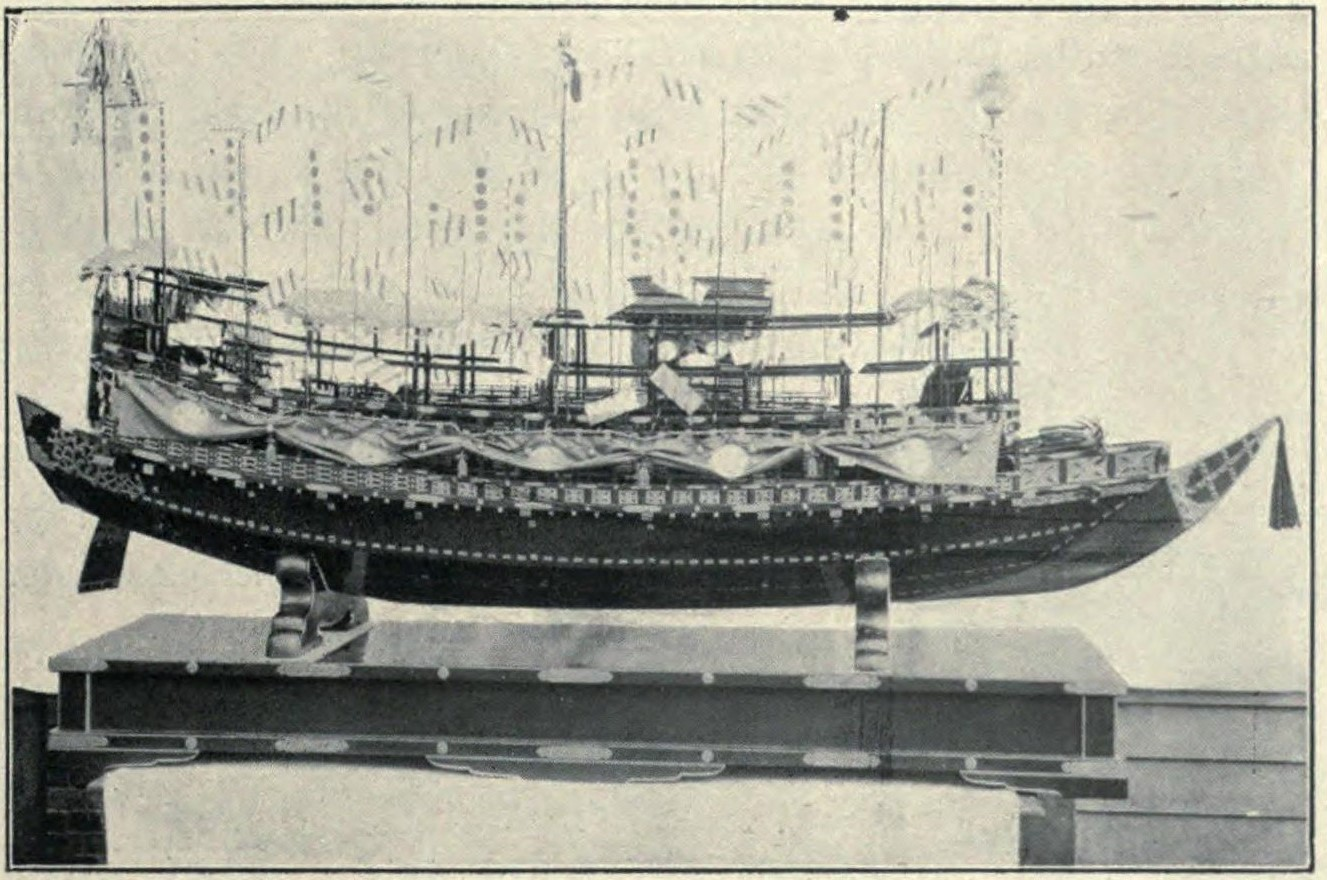
天地丸の模型

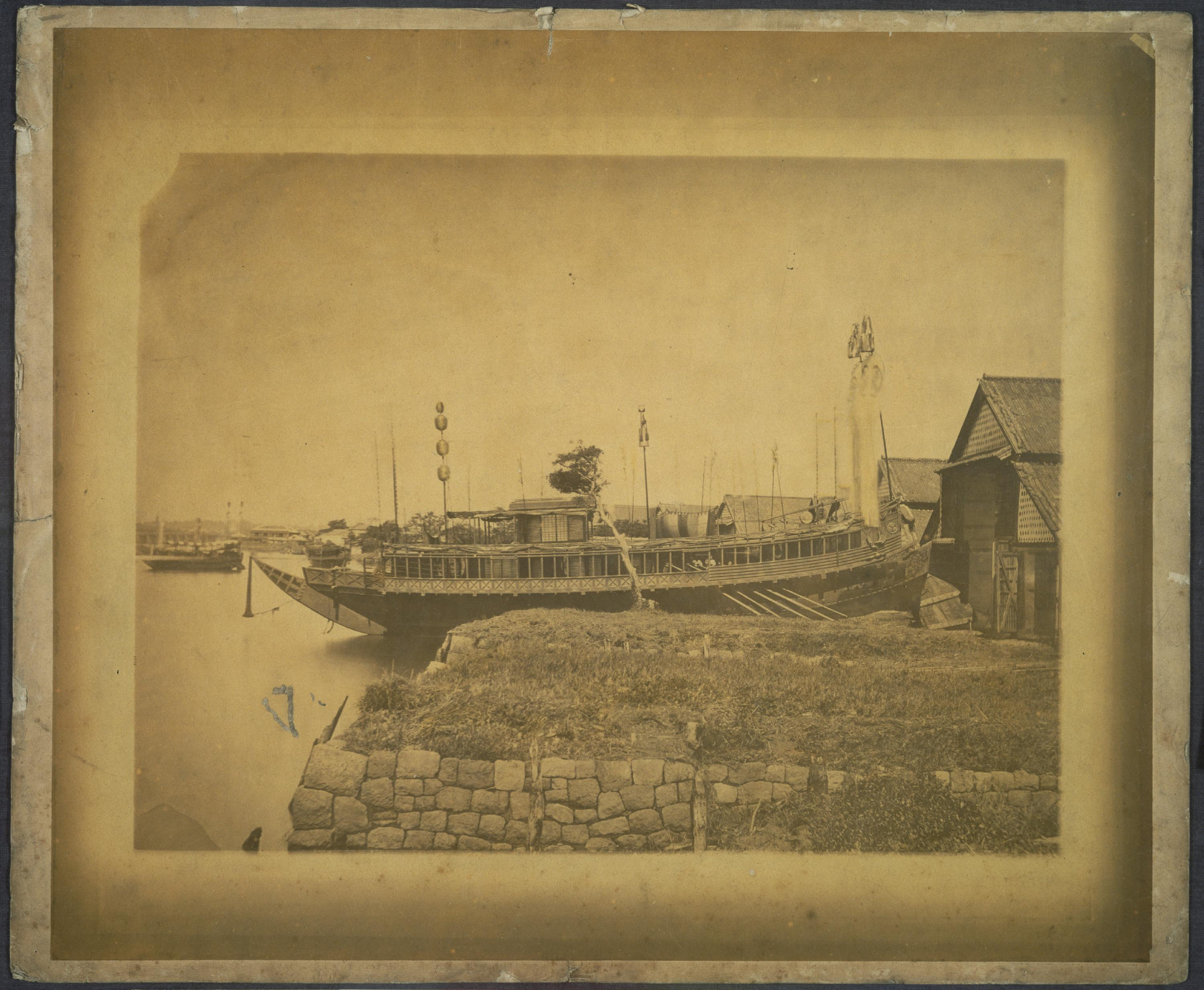
1874年（明治7年）に内田九一が撮影した天地丸

天地丸（てんちまる）とは、江戸幕府が将軍の御座船として保有した関船である。江戸時代初期に竣工後、幕末まで200年以上に亘って使用された。

## 解説
江戸時代の日本では、1609年に出された大船建造禁止令によって、諸大名の大型軍船保有は制限されていた。そのため、各藩は大型の安宅船を廃止し、中型艦である関船を水軍の主力とし、華麗な装飾が施され、参勤交代時などに用いられていた。
こうした中で幕府が御座船として建造したのが「天地丸」であった。船手頭の向井忠勝（向井将監）を責任者として建造された。1630年8月3日（寛永7年6月25日）に時の将軍の徳川家光により試乗が行われ、優秀な性能と認められた。ただし、同時期の九鬼水軍に72挺立で屋形付有2畳2間（金の間）の同名の関船があり、これを献上し、幕府が改造した上で御座船にしたとも考えられている。
「天地丸」は16反帆、小艪76挺立の江戸期の典型的な大型関船であった。要目は上口長93尺（28.2m）・肩幅23.72尺（7.19m）・深さ6.3尺（1.9m）、あるいは全長34m・肩幅7.6m。これは各藩に許された大型軍船の上限である500石積みとちょうど同規模で、推定排水量は約100トンである。巡航速力3.1ノット、最大速度6.8ノットで航行できたと推定される。やや喫水が浅い設計で、幕府の艦船格納庫（御船蔵）があった隅田川の水深を考慮したためと考えられる。上部構造は船体の全長に亘って屋根風に甲板が張られた総矢倉造りで、中央には2階建の屋形が設けられて一段高くなっていたが、船尾に艫矢倉が無いのは当時の大型関船としては珍しい。朱塗りに金メッキが施されたきらびやかな外観だった。
「天地丸」は、大規模な修理を重ねながら幕末に至るまで使用された。江戸時代後期にあっては、幕府の保有する最大の軍船であった。幕府はそれ以前から大型の「安宅丸」なども建造所有していたが、冗長であり廃船としたため、「天地丸」が最大艦の地位を占めるに至った。しかし、大修理を経たとはいえ幕末においては旧式化は否めず、発展を続けた西洋式軍艦に対抗できる性能は無かった。黒船来航後、西洋式の幕府海軍の整備が進められる中で、1862年（文久2年）に在来型水軍である船手組は洋式の軍艦組に編入され、「天地丸」をはじめとする関船や小早は全廃となった。廃船となった後も「天地丸」は船蔵で保管され、幕府崩壊後の1874年（明治7年）以降に解体された。